# Phacodes essingtoni
Phacodes essingtoni là một loài bọ cánh cứng trong họ Cerambycidae.